# Wrocanka (powiat jasielski)

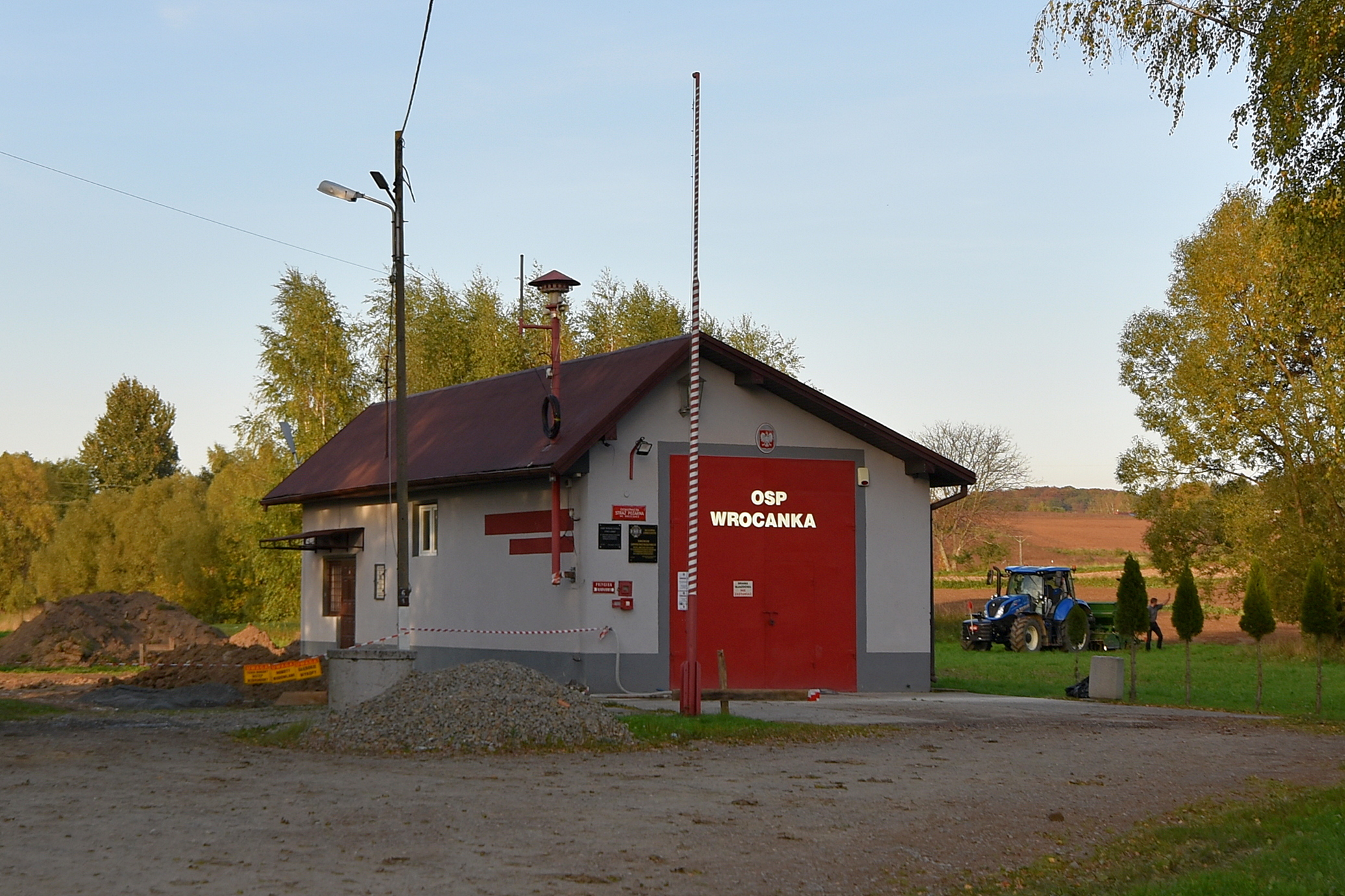
Remiza

Wrocanka – wieś w Polsce położona w województwie podkarpackim, w powiecie jasielskim, w gminie Tarnowiec.
W latach 1975–1998 miejscowość należała administracyjnie do województwa krośnieńskiego.
We wsi znajduje się niepubliczna szkoła podstawowa im. św. Jana Kantego oraz przeszło stuletnia OSP. Rozwija się przemysł mięsny. Wieś jest zelektryfikowana od 1956 r., a w 1972 podłączono domy do sieci gazowej.
Wierni Kościoła rzymskokatolickiego należą do parafii Narodzenia Najświętszej Maryi Panny w Tarnowcu w dekanacie Jasło Wschód, diecezji rzeszowskiej. Kościół filialny pw. św. Jana Chrzciciela wybudowano w 1987 roku.

## Części wsi
| SIMC    | Nazwa       | Rodzaj    |
| ------- | ----------- | --------- |
| 0361258 | Brzezina    | część wsi |
| 0361264 | Folwark     | część wsi |
| 0361270 | Podbaranica | część wsi |
| 0361287 | Porąbka     | część wsi |
| 0361293 | Tobyłka     | część wsi |

## Historia
W najdawniejszych zapisach Wrocanka wymieniana jest jako: Wroczowa (1420 r.), Wroczenka (u Długosza), Wroczanka. Jest nazwą dzierżawczą od imienia Wroc lub Wrocen. W aktach sądowych biecki występuje w 1420 r. Ścibor z Wrocanki. Dalsze wiadomości o Wrocance pochodzą z 1443 r. i związane są z podziałem dóbr między Janem Kruszywą Galowskim i Stanisławem Galowskim. Stanisław Galowski otrzymał wówczas Wrocankę i Tarnowieczek, a Jan Kruszyna Galowski – Tarnowiec. Ponowny podział dóbr, między potomkami Galowskich, nastąpił w 1591 r. Bracia Jakub i Stnisław Galowscy zrzekli się wówczas swoich praw do Wrocanki i Tarnowieczka na korzyść trzeciego brata, Marcina Galowskiego, który z kolei na ich korzyść zrzekł się praw do Galowa i Brzozowej, wsi w powiecie wiślickim. W 1581 r. za czasów Galowskich we Wrocance były 4 łany kmiece, zagrodnik z rolą, 3 zagrodników bez roli, 2 komorników z bydłem, 2 komorników bez bydła i 2 rzemieślników.
Marcin Galowski nie podołał trudnościom ekonomicznym i zadłużył się u Skotnickiego na ponad 4 tysiące złotych w 1587 r. W związku z tym zmuszony był w 1592 r. oddać swoje dobra, Wrocankę i Tarnowieczek Pawłowi Skotnickiemu z  Tarnowca. Jego syn Jan Skotnicki, dążył do zupełnego wyparcia Galowskich z Tarnowieczka, do objęcia patronatu nad kościołem w Tarnowcu i do całkowitego zajęcia Wrocanki. Na jego majątek napadł zbrojnie w 1593 r. Stanisław Giebułtowski wraz ze służbą w związku ze starym sporem o granice między dobrami opackimi a tarnowieckimi.
Syn Jana Skotnickiego, ks. Paweł Skotnicki, zapisał w 1661 r. swojej bratanicy Zofii (wydanej za Kalińskiego, podczaszego sanockiego) Wrocankę, a także m.in. Tarnowieczek z folwarkiem i Potakówkę. Od Kalińskiego odkupił Wrocankę i Tarnowieczek Andrzej Michał Kuropatnicki. Od tego czasu Wrocanka była własnością dziedziców, którzy mieli w swoim posiadaniu także Tarnowiec.
Za czasów Kuropatnickich, w 1772 r., wójtem Wrocanki był Tomasz Faber, a przysięgłymi Wojciech Kowal i Adam Świdrak. Było wówczas 12 kmieci (m.in. Garbarze, Klekoty, Radonie, Uramy i Wójciki), 17 zagrodników i 14 chałupników. W 1800 r. było również 12 kmieci, natomiast zagrodników 23, a chałupników 21. Dziedzic z Tarnowca użytkował na terenie Wrocanki 4 łany, zaś w Tarnowieczku 3 łany. Granicę naturalną pomiędzy Tarnowieczkiem a Wrocanką stanowił potok, wypływający z lasów, płynący następnie przez staw. W XIX w. kolejnymi właścicielami Wrocanki byli Pilińscy. Podczas gospodarowania terenami Wrocanki przez Pilińskich zostały tu założone trzy stawy rybne. Znajdowały się one na obszarze nizinnym, w pobliżu późniejszych zabudowań Stanisława Kopczaka. Z biegiem czasu opłacalność ich znacznie się zmniejszyła, dlatego postanowiono je zlikwidować. Część pól, na których Piliński uprawiał chmiel, zakupił Kazimierz Faber – ojciec Stanisława Fabera.
W 1849 roku po uwłaszczeniu chłopów skończyło się płacenie danin w formie dziesięciny. Chłopi mogli od tej chwili szukać pracy gdzie indziej. 
Jak podaje W. Sarna, za zniesione prawa pańszczyźniane wypłacono 14 975 zł 45 kr, a za zniesione prawo propinacji 618 zł 27 1/2 kr. 
W wiosce była karczma. Chłopi więcej czasu tam spędzali aniżeli we własnym obejściu. Wieśniacy przepijali duże połacie ziemi ornej, łąk ze swojej ojcowizny. Kmiecie byli bezwzględni. Po omłotach za wypitą i nie zapłaconą wódkę w karczmie, furmankami zwozili zboże od chłopów. W domach panowała bieda. Dzieci, a było ich dużo, nie miały obuwia, chodziły boso, nawet porą zimową.
Za czasów austriackich wójtowie mieli swoich sekretarzy, którzy umieli pisać, czytać i liczyć. Sekretarzem wójta w 1855 roku we Wrocance był Józef Kania. Jego zadanie było pobieranie podatków. Dzieci chodziły do szkoły koło Tarnowca. Na terenie Wrocanki uprawiano len i konopie. Porą zimową przędzono nici. Pasma nici odpowiednio ułożone wysyłano do Korczyny koło Krosna, gdzie wyrabiano z nich płótno.
Od Kazimierza Pilińskiego nabył Wrocankę Wincenty Wojtynkiewicz, który niebawem ją sprzedał. Ostatni dziedzic Tarnowieczka Wincenty Wojtynkiewicz odkupił także kawałek ogrodu od strony krzyż stojącego obecnie na parceli Ochałów. Według przekazu krzyż z kamienia ciosanego wybudowany został w 1846 r. na miejscu dawnego folwarku. Obszar Tarnowieczka, czyli dzisiaj obszar Nowej Wsi, liczył 284 ha i został zakupiony przez osadników z innych wiosek. Jeżeli chodzi o miejsce, na którym wybudowany został budynek szkolny, to zostało ono zakupione przez ostatniego właściciela we Wrocance, Wincentego Wojtynkiewicza. Zakupił on od chłopów obszar wynoszący kilka hektarów, z tego areału działkę o powierzchni 0,75 ha przeznaczył po budowę szkoły. Należy nadmienić, że Wincenty Wojtynkiewicz, był człowiekiem wykształconym, posiadał własną aptekę w Jaśle.
Ostatnim rządcą na folwarku był Antoni Kopczak, sprawujący równocześnie tę funkcję na dworze w Umieszczu w latach 1890-1900. Po rozparcelowaniu folwarku, Wrocance przypadł większy obszar powierzchni gruntów, wynoszący 633 ha 12 a 87 m². W 1982 roku użytkowano w całości 499 ha. Orna ziemia stanowiła 273 ha, łąki 58 ha, pastwiska 50 ha, a lasy 52 ha.
Od zabudowań Sanockiego i Trznadli do zabudowań gospodarskich Lepuckich płynęła obecną drogą woda. Obok drogi wiodącej do Umieszcza znajdował się na strumieniu młyn wodny, w pobliżu obecnych zabudowań Józefa Urama i Tomasza Garbarza. Podczas rządów wójta Ludwika Biernackiego postanowiono zmienić bieg tego strumyka i skierowano go do rowu przydrożnego, a na drogę nawieziono duże ilości ziemi i kamieni, podnosząc jej poziom.

## Ciekawe miejsca
We Wrocance znajduje się wzgórze zwane Kościeliskiem lub Kościółkiem. Według podania ludowego, odnotowanego przez W. Sarnę, w dawnych czasach znajdował się tu kościół, który miał się zapaść. Podanie sięga 1650 roku. Głosi ono, iż na terenie Wrocanki przebywało dwóch mężczyzn pochodzenia szwedzkiego. Po ich wyjeździe Wrocankę odwiedziła jakaś obca pani, dotychczas nieznana mieszkańcom. Rzekomo to z jej inicjatywy wybudowano kościół. Miejsca, na którym wybudowany był kościółek, podczas 
parcelacji folwarku przez Wincentego Wojtynkiewicza zakupił Jan Gałuszka. Posiadłość tę odziedziczyła w późniejszym czasie jego córka Aniela, zamężna za Edwardem Landochem. Następnie odkupiła ją Michalina Wiśniewska i jej mąż Józef, którzy później przekazali posiadłość swojej córce, Annie Sanockiej. W 1960 roku, kiedy to Michalina i Józef Wiśniowscy budowali dom mieszkalny, z rumowisk kościółka wykopali kamienie na budowę fundamentów. Według informacji Janiny Wiśniowskiej, w rumowiskach tych  znaleziono krzyż, rączki z jakiejś figurki, a także płytki posadzkowe koloru biało-czarnego.

## Ludzie
Antoni Kopczak z Wrocanki, urodzony w 1865 r. w Bzdowie, człowiek sumienny i rzetelny. Za dziedzica Kazimierza Gorajowskiego był rządcą dworu w Umieszczu na obszarze 227 ha. Równocześnie zarządzał folwarkiem we Wrocance na obszarze 284 ha, za dziedzica Wincentego Wojtynkiewicza. Bank Rolny we Lwowie upoważnił go później do przeprowadzenia sprzedaży majątków podworskich w Umieszczu i Wrocance. Posiadał także upoważnienie na parcelację podworską w Gliniku Nowym.
Jan Orzechowicz z Wrocanki, syn Stanisława, urodzony w 1905 r., wielki działacz i społecznik. Pełnił przez 12 lat funkcję sołtysa i wniósł duży wkład pracy podczas elektryfikacji wsi w 1956 r., budowy szkoły w 1957 r., budowy linii telefonicznej do wioski w 1965 r., instalacją oświetlenia ulicznego i budową basenu strażackiego. Przez ponad 30 lat należy do Ochotniczej Straży Pożarnej, a od 40 lat wybierany jest do Gminnej Rady Narodowej w Tarnowcu. Słynie z charakterystycznego powiedzenia „Nigdzie nie wyjechałem – dla Polski pracowałem”.

## Osoby związane z miejscowością
- Stanisław Kania